# Материальный индекс производства
Материальный индекс производства — коэффициент, позволяющий оценить степень близости технологии производства к безотходной. Вычисляется как отношение суммы масс исходного сырья и вспомогательных материалов к массе готовой продукции. Для безотходной технологии материальный индекс производства равен 1.